# 크레이머 대 크레이머
《크레이머 대 크레이머》(영어: Kramer vs. Kramer)는 미국의 1979년작 법정 드라마 영화이다. 로버트 벤턴 감독이 연출하고, 더스틴 호프먼, 메릴 스트립, 제인 알렉산더, 저스틴 헨리가 출연한다. 에이버리 코먼이 쓴 동명의 소설이 원작으로, 아들을 두고 갑작스레 집을 나간 엄마와 남겨진 아빠, 그리고 부부의 양육권 분쟁을 다루고 있다. 이혼을 주 소재로 70년대 말 미국의 전통적 가정상이 붕괴되는 흐름과 성 역할, 모성애, 부성애의 문제, 양육권 문제 등 다양한 사회적 이슈를 아우르는 작품이다,
1979년 아카데미상에서 남우주연상, 작품상, 각색상, 여우조연상, 감독상을 받았다.

## 줄거리
뉴욕의 광고 회사에서 일하는 테드 크레이머는 능력 있는 일꾼이지만 워커홀릭이어서 가정에는 소홀한 가장이다. 아내 조애나는 테드의 귀가가 늦은 어느 날 갑작스럽게 이유를 밝히지 않고 이혼을 통보한 뒤 집을 나가 버린다. 테드는 '한순간의 변덕이고 금방 돌아오겠지'하고 애써 생각하지만, 곧 아들 빌리를 돌보면서 서툰 집안일을 해야 할 처지가 된다. 일과 양육을 병행하느라 회사에서의 평판은 나빠지고, 빌리는 계속해서 이어지는 엄마의 부재 때문에 짜증을 낸다. 다행히도 시간이 지나면서 부자는 둘만의 생활에 적응해 나간다.
테드는 아랫집에 사는 이웃이자 조애나와 친했던 마거릿과 가까워진다. 마거릿도 테드와 마찬가지로 이혼 후 자식들 혼자 키우고 있었으므로 둘은 서로의 처지에 공감했던 것이다. 하루는 잠시 한눈을 팔던 사이 빌리가 정글짐에서 추락해 머리가 찢어지는 사건이 벌어진다. 위급한 테드는 아들을 안고 먼 거리를 달려 병원에 데려가고, 부성애를 발휘해 아들의 수술을 지켜보며 아들을 안심케 한다. 수술 후 테드는 마거릿을 빌리의 대모로 삼는다.
조애나는 떠난 지 15개월 만에 뉴욕에 돌아와 테드와 만난다. 둘은 처음에는 친밀했다. 조애나는 자기가 떠난 것은 아들을 키울 준비를 하기 위해서였으며, 이제 아들의 양육권을 달라고 한다. 그 말을 들은 테드는 크게 화를 내며 자리를 박차고 나선다. 변호사가 고용되고 곧 법정 다툼으로 발전한다. 불행히도 재판을 앞두고 테드가 직장에서 해고되는 바람에 양육권 재판에 불리하게 변하자, 테드는 연봉을 크게 낮춰가면서까지 새 직장을 구한다.
조애나는 재판에서 결혼 생활은 원만하지 않았고 테드의 일 중독과 편견 때문에 자신은 패션디자이너로서의 꿈을 접어야 했다고 증언한다. 지금은 직업을 얻어 테드보다도 더 연봉이 높고 가정에 소홀했던 테드보다 자신이 빌리를 키우기에 더 적합하다고 말한다. 테드는 조애나의 고백에 마음이 움직이지만, 변호사가 결혼 생활의 파탄 원인은 조애나라고 몰아붙여 재판은 치열해진다. 두 번째 재판에서, 마거릿이 증인으로 나와 테드가 변했다고 옹호하지만, 조애나의 변호사가 조애나를 떠나도록 유도한 것은 바로 마거릿이었음을 밝히며 설득력이 약해진다. 결국 재판은 조애나가 승소한다. 조애나는 테드에게 변호사의 과격한 행동을 사과하지만 테드는 이미 돌아선 상태다.
빌리가 조애나의 집으로 가는 날 부자는 이별의 포옹을 한다. 조애나가 집으로 찾아와 테드만 잠시 부른다. 조애나는 눈물을 흘리며, 빌리를 생각해서라도 데려가지 않는 것으로 결정했다고 이야기한다. 테드도 마찬가지로 눈물을 머금고 조애나와 포옹한다. 빌리를 보러 가겠다는 조애나에게 테드는 혼자 남아 있을 테니 아들과 둘이서만 보라고 한다. 조애나가 엘리베이터에 오르며 오늘 어떻게 보이냐고 묻고, 테드는 멋지다고 답한다.

## 출연
- 더스틴 호프먼 - 테드 크레이머
- 메릴 스트립 - 조애나 크레이머
- 저스틴 헨리 - 빌리 크레이머
- 제인 알렉산더 - 마거릿 펠프스
- 피트라 킹 - 피티 펠프스
- 멀리사 모렐 - 킴 펠프스
- 하워드 더프 - 존 쇼너시 변호사
- 조지 코 - 짐 오코너
- 조베스 윌리엄스 - 필리스 버나드
- 하울랜드 체임벌린 - 앳킨스 판사

## 한국판 성우진

### MBC (1989년 4월 22일)
- 배한성 - 테드 (더스틴 호프먼)
- 장유진 - 조안나 (메릴 스트립)
- 김진숙 - 빌리 (저스틴 헨리)
- 정희선 - 마거릿 (제인 알렉산더)
- 황일청 - 오코너 (조지 코)
- 김태훈 - 쇼너시 변호사 (하워드 더프)
- 한규희 - 그레센 변호사 (빌 무어)
- 이도련 - 앳킨스 판사 (하울랜드 체임벌린)
- 김명수
- 이종오
- 최성우
- 윤소라
- 이미자
- 이윤연

### KBS (1993년 5월 2일)
- 배한성 - 테드 (더스틴 호프먼)
- 장유진 - 조안나 (메릴 스트립)
- 최수민 - 빌리 (저스틴 헨리)
- 최흘
- 유강진 - 쇼너시 변호사 (하워드 더프)
- 노민
- 김새영
- 김성희
- 김정애
- 김환진
- 임은정
- 홍시호